# Sanjay Talwar
Sanjay Talwar est un acteur américain.

## Filmographie
- 1996 : Mesure d'urgence : un docteur des urgences
- 1998 : Dirty Work : employé du théâtre
- 2000 : Fausses Rumeurs (Gossip)
- 2000 : Loser de Amy Heckerling : un caissier
- 2001 : Juge et coupable ? : Dr. Angelo
- 2001 : Tout pour mon fils : le jeune médecin
- 2002 : La Légende de Reggie Reynolds : Amir Salesman
- 2003 : La Prison de glace : Sanjay
- 2004 : L'Armée des morts : doctor Rosen
- 2005 : Murder Unveiled : inspecteur Darshan Singh
- 2007 : Supernatural : Jewelry Store Manager
- 2008 : Flashpoint : chirurgien
- 2008 : The Border : Al Haroq
- 2009 : Puck Hogs : Gyan